# Lee Chung-yong
Lee Chung-Yong (Seul, 2 de junho de 1988) é um futebolista profissional sul-coreano, atualmente joga no Ulsan Hyundai.

## Carreira
Lee Chung-Yong representou a Seleção Sul-Coreana de Futebol nas Olimpíadas de 2008, ele representou a Seleção Sul-Coreana de Futebol na Copa da Ásia de 2011 e 2015.